# 堪巴兰格
堪巴兰格（Kambarangoh）位于婆罗洲沙巴，是通往基纳巴卢山劳氏峰的山路附近的一片区域。其位于电站和马西劳之间。
从基纳巴卢国家公园总部至电站的道路名为堪巴兰格路。